# Neuromodulazione
La neuromodulazione è un processo elettrofisiologico o chimico che interagisce con la normale attività di neurotrasmissione sensoriale del sistema nervoso centrale di un soggetto. Questa alterazione dell'attività neuronale avviene attraverso la somministrazione mirata di stimoli, quali stimolazioni acustiche, fotoniche ed elettromagnetiche o agenti chimici, a specifici siti neurologici del corpo.
A livello delle cellule, la neuromodulazione si riferisce ai processi neuronali mediante i quali i neuroni utilizzano una o più sostanze chimiche per regolare diverse popolazioni di neuroni. I neuromodulatori si legano tipicamente ai recettori metabotropici accoppiati alle proteine G (GPCRs) per avviare una seconda cascata di segnalazione messaggera che induce un segnale ampio e duraturo. Questa modulazione può durare da centinaia di millisecondi a diversi minuti. Alcuni degli effetti dei neuromodulatori includono l'alterazione dell'attività di attivazione intrinseca, l'aumento o la diminuzione delle correnti dipendenti dalla tensione, l'alterazione dell'efficacia sinaptica, l'aumento dell'attività di esplosione e la riconfigurazione della connettività sinaptica. Per stimolare l'attività neuronale vengono utilizzate diverse tecniche invasive e noninvasive.
Ad esempio l'applicazione di un campo elettrico a radio frequenza pulsata nel canale epidurale costituisce una neuromodulazione delle radici spinali. L'interazione di tale segnale con i segnali neurofisiologici del paziente, produce un effetto che viene interpretato come "shock" o "stupore" cellulare delle cellule nervose, con alterazioni ultrastrutturali visualizzabili al microscopio elettronico. Queste sopravvivono al trattamento perché l'applicazione del campo avviene a temperature non superiori a 42 °C.
Grande capitolo della neuromodulazione è la modifica delle funzioni nervose grazie all'applicazione su strutture nervose di campi elettrici tramite generatori, solitamente impiantabili. Tra i campi principali di azione sono il trattamento del dolore, dei sintomi del Morbo di Parkinson e di altre malattie che coinvolgono il sistema nervoso.

## Teoria
Una recente pubblicazione scientifica (2024) ha identificato ipotesi rilevanti sull'eziologia della stimolazione cerebrale non invasiva. L'analisi dei dati ha rivelato che l'attività mitocondriale probabilmente svolge un ruolo centrale nelle stimolazioni cerebrali attuata da diversi approcci. Inoltre, l’analisi del modello neurocognitivo madre-feto ha fornito informazioni sulle condizioni della neurostimolazione naturale del sistema nervoso fetale durante la gravidanza. Sulla base di questi risultati, l’articolo ha suggerito l'ipotesi dell'origine della neurostimolazione durante la gestazione.
Secondo il professore lettone Igor Val Danilov, la stimolazione cerebrale, attuata con vari approcci, è solo un caso particolare di questa stimolazione naturale. Qualsiasi metodo di neuromodulazione artificiale si basa su un meccanismo naturale innato che garantisce il corretto (equilibrato) sviluppo del sistema nervoso embrionale grazie all’intenzionalità condivisa. L'approccio dell'Intenzionalità condivisa spiega il meccanismo neurofisiologico dello sviluppo del sistema nervoso a diversi livelli di complessità del biosistema, dalle dinamiche interpersonali alle interazioni neuronali nonlocali (sintonia nueronale). Il problema centrale dell'approccio è l'accoppiamento neuronale non locale dovuto a un campo elettromagnetico a bassa frequenza che fornisce l'attività neuronale coordinata del sistema nervoso di due (o più) organismi (nel modello neurocognitivo della madre e feto). I battiti cardiaci della madre – il più potente oscillatore a bassa frequenza del suo corpo, a pochi centimetri dal cervello del bambino – sincronizzano l'attività neuronale in entrambi gli organismi. Questo meccanismo naturale e innato coordina le azioni cellulari durante la formazione dell'embrione e contribuisce allo sviluppo preciso al sistema nervosa e allo sviluppo cognitivo dell'organismo immaturo, a partire dalla comprensione della percezione degli oggetti. Questo, facilita l'apprendimento ambientale del bambino in risposta agli stimoli ambientali condivisi (con la madre).
Gli studi di ricerca sull'iperscanning (intercerebrale) supportano questa ipotesi; hanno osservato un'attività coordinata intercerebrale in condizioni senza comunicazione in coppia mentre i soggetti risolvevano un compito cognitivo condiviso, che differiva dal risultato nella condizione in cui i soggetti risolvono un compito simile da soli. Da questo punto di vista, l’effetto della elettroneuromodulazione appartiene al meccanismo neurofisiologico innato che fornisce un’attività neuronale coordinata in diversi organismi per lo sviluppo del sistema nervoso. Nel progettare i trattamenti dell'elettroneuromodulazione, l’effetto terapeutico aumenterebbe se le caratteristiche della stimolazione – frequenza, durata e intensità (ampiezza) – si adattassero al senso di questo meccanismo innato e allo scopo della terapia.

## Applicazione
Esistono due categorie principali di terapia invasiva di neuromodulazione: chimica ed elettrica. La neuromodulazione elettrica invasiva ha due sottocategorie: cerebrale profonda e del midollo spinale. Anche la stimolazione cerebrale profonda è invasiva come quella chimica. Ciò comporta l'impianto chirurgico di elettrodi in sezioni specifiche del cervello. Per modulare la plasticità cerebrale vengono utilizzati cinque domini di neuromodulazione noninvasiva, ovvero tecniche ingegneristiche volte a cambiare l'attività del sistema neurale:
- "Acoustic photonic intellectual neurostimulation" (APIN),[11]
- "Light therapy" (LT),[11]
- "Photobiomodulation" (PBM),[11]
- il gruppo delle techniche di elettroneuromodulazione [Stimolazione magnetica transcranica, TMS (Transcranial magnetic stimulation), Stimolazione magnetica transcranica ripetitiva, rTMS, Stimolazione magnetica transcranica elettrica a correnti dirette, tDCS (Transcranial direct current stimulation), Stimolazione magnetica transcranica elettrica a corrente alternata, tACS (Transcranial alternating current stimulation), Stimolazione magnetica transcranica a rumore casuale, tRNS (Transcranial random noise)],
- "Low-frequency sound stimulations" (LFSS), including "Vibroacoustic therapy" (VAT) and "Rhythmic auditory stimulation" (RAS).[11]

Tuttavia, come notato in precedenza, la stimolazione cerebrale, attuata con vari approcci non invasive, è solo un caso particolare della stimolazione naturale. Varie neuromodulazioni artificiali si basano su un meccanismo naturale innato che garantisce la propria plasticità cerebrale e lo sviluppo equilibrato del sistema nervoso embrionale.

### Procedure invasive
- Stimolazione cerebrale profonda, DBS (Deep brain stimulation)

### Procedure non invasive (NiBS)
- Stimolazione magnetica transcranica, TMS (Transcranial magnetic stimulation)
- Stimolazione magnetica transcranica ripetitiva, rTMS
- Stimolazione magnetica transcranica elettrica a correnti dirette, tDCS (Transcranial direct current stimulation)
- Stimolazione magnetica transcranica elettrica a corrente alternata, tACS (Transcranial alternating current stimulation)
- Stimolazione magnetica transcranica a rumore casuale, tRNS (Transcranial random noise)